# Sasové
Sasové (latinsky Saxones, starosasky Sahson, německy Sachsen, anglosasky Seaxan, dolnoněmecky Sassen, nizozemsky Saksen) byli skupina raných germánských kmenů. V raném středověku dali Sasové jméno velkému území – Starému Sasku, latinsky Saxonia – na pobřeží Severního moře, které je nyní součástí Německa. V době pozdní římské říše jméno odkazovalo na germánské pobřežní nájezdníky podobně jako pozdější výraz „Viking“. Jejich domovinou bylo zřejmě okolí výše zmíněného území na pobřeží Severního moře v Německu nebo v jeho blízkosti, kde žili i později v karolínských dobách.
V merovejských dobách byli kontinentální Sasové také spojováni s činností a osadami na pobřeží dnešní Normandie. Jejich přesný původ je nejistý a někdy je popisován jejich boj ve vnitrozemí, kdy přišli do konfliktu s Franky a Durynky. Existuje pravděpodobně jediný klasický odkaz na menší domovinu raného saského kmene, ale jeho interpretace je sporná. Podle tohoto návrhu je za nejstarší oblast osídlení Sasů považována Nordalbingie, která se nachází blízko pravděpodobné vlasti Anglů.
Naproti tomu se britští „Sasové“, v angličtině dnes označovaní jako Anglosasové stali jedním z národů, který spojil germánské národy (Frísy, Juty, Angly) s romanizovanými Brity, čímž vzniklo dlouhotrvající post-římské království rovnocenné tomu, které na pevninské Evropě vytvořili Frankové. Jejich nejčasnější zbraně a oděvy na jih od Temže byly založeny na pozdní římské vojenské módě. Později se díky přistěhovalcům na sever od Temže objevil silnější severoněmecký vliv.
Pojem „Anglosasové“, který kombinoval jména Anglů a Sasů, se používal od 8. století (např. Paulus Diaconus) a rozlišoval germánské obyvatele Británie od kontinentálních Sasů (v Anglosaské kronice jako Ealdseaxe, „staří Sasové“). Nicméně britští Sasové i staří Sasové v severním Německu se sami nadále označovali jako „Sasové“ bez rozlišení, zejména v jazycích Británie a Irska.
Zatímco britští Sasové již nebyli nájezdníky, politická historie kontinentálních Sasů je nejasná až do doby konfliktu mezi jejich pololegendárním hrdinou Widukindem a franským vládcem Karlem Velikým. I přesto, že kontinentální Sasové již nejsou výraznou etnickou skupinou nebo územím, jejich jméno přežívá v názvech několika německých regionů a zemí včetně Dolního Saska (které zahrnuje centrální části původní vlasti Sasů známé jako „Staré Sasko“), Saska v Horním Sasku (něm. Obersachsen), stejně jako Saska-Anhaltska (něm. Sachsen-Anhalt), které zahrnuje Staré Sasko, Dolní Sasko a Horní Sasko. Současné země Saska mají svá jména podle vládnoucích dynastií, nikoli etnických dějin.

## Historie

### Období od 2. století do 3. století

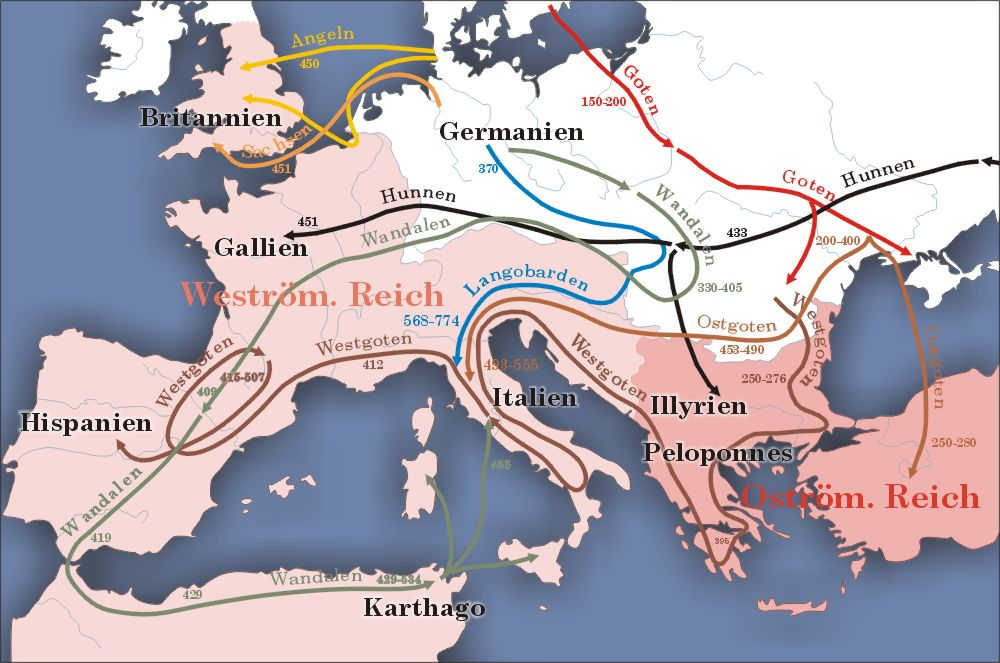
Zjednodušené schéma migrace v Evropě mezi druhým a pátým stoletím

Germánský kmen Sasů (Saxones) se natrvalo usadil na území Saska, podle nich bylo i pojmenováno. Původně však sídlili v západní části Jutského poloostrova a na třech malých ostrovech (Insulae Saxonum) v okolí Helgolandu, v krajině nazvané Ptolemaiem ve druhém století po Kr. Transalbigen či Nordalbigen. Na počátku 3. století osídlili Sasové oblast mezi řekami Labem, Eiderem a Travou a na konci 3. století překročili Labe a jednotlivé saské kmeny se rozšířily po severozápadním Německu.

### Období od 4. století do 5. století

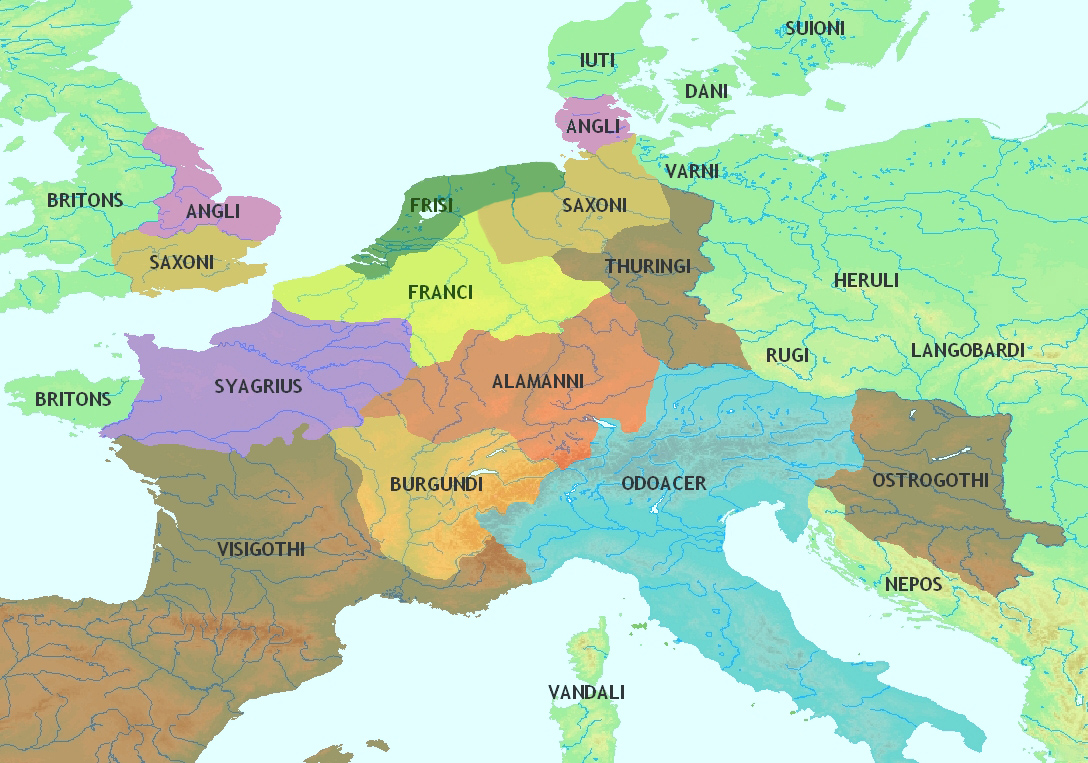
Evropa na konci 5. století, Sasové (tmavě žlutě) v Germánii a Británii (pozdější Anglosasové)

Ve 4. století si Sasové podmanili sousední germánské kmeny (Cherusky, Agrivarie, značnou část Chauků), pak se na počátku 5. století obrátili na jih proti Chamavům, po jejichž porážce dosáhli Durynska. Část Sasů se připojila k Langobardům a odešla s nimi do Itálie, kde se však nebyli ochotni přizpůsobit langobardskému právu, a proto se vrátili zpět do svých původních sídel na severu Německa. V téže době také expandovali do jižní Británie (viz Anglosaská království) a v polovině 5. století na poloostrov Armorika (dnešní Bretaň), kde se jimi obývaná krajina nazývala dočasně Saxonicus litus („Saské přímoří“ nebo „Saské pobřeží“). Tito Sasové opustili krajinu společně s římskými vojsky.

### Christianizace Sasů
O christianizaci Sasů všemi prostředky usiloval franský panovník Karel Veliký (768–814). Šíření křesťanství na pohanská území bylo v podání Franků nerozlučně spojeno s šířením franské politické nadvlády. V období 772–799 podnikají Frankové Karla Velikého téměř každoroční válečné nájezdy do pohanského Saska, aby si Sasy politicky podrobili a aby mezi nimi vymýtili jejich pohanskou víru, která byla duchovním tmelem saského odboje – válka probíhala nelítostně, například u Verdenu nechal roku 782 Karel popravit 4500 Sasů, kteří se bránili christianizaci. Sasko se Frankům podařilo christianizovat až poté, co byla zbořena významná saská svatyně Irminsul a nastoleny tresty smrti za jakýkoliv projev pohanství (dle Capitulatio de partibus Saxoniae).

## Zajímavost z české frazeologie
Česko-německý slovník zvláště grammaticko-fraseologický F. Š. Kotta „uvádí u hesla choditi příklad »chodí jako podesraný Saks (dělá malé kroky)«. Podobu Saks najdeme i ve Slovníku české frazeologie a idiomatiky. V prvním svazku je jako příklad přirovnání s obecněčeskými prvky uvedeno spojení »chodit/jít j. posranej/podesranej (Saks)«. Saks je samozřejmě označení pro Sasy…“ 